# Ворден (Іллінойс)
Ворден (англ. Worden) — селище (англ. village) в США, в окрузі Медісон штату Іллінойс. Населення — 1096 осіб (2020).

## Географія
Ворден розташований за координатами 38°55′52″ пн. ш. 89°50′25″ зх. д. / 38.93111° пн. ш. 89.84028° зх. д. (38.931113, -89.840233).  За даними Бюро перепису населення США в 2010 році селище мало площу 1,86 км², з яких 1,83 км² — суходіл та 0,03 км² — водойми.

## Демографія
Згідно з переписом 2010 року, у селищі мешкали 1044 особи в 429 домогосподарствах у складі 293 родин. Густота населення становила 561 особа/км².  Було 457 помешкань (246/км²).
Расовий склад населення:
| - 97,7 % — білих - 0,4 % — чорних або афроамериканців - 0,1 % — корінних американців |

До двох чи більше рас належало 1,1 %. Частка іспаномовних становила 2,4 % від усіх жителів.
За віковим діапазоном населення розподілялося таким чином: 23,3 % — особи молодші 18 років, 63,9 % — особи у віці 18—64 років, 12,8 % — особи у віці 65 років та старші. Медіана віку мешканця становила 38,1 року. На 100 осіб жіночої статі у селищі припадало 100,8 чоловіків;  на 100 жінок у віці від 18 років та старших — 100,2 чоловіків також старших 18 років.
Середній дохід на одне домашнє господарство  становив 59 887 доларів США (медіана — 53 945), а середній дохід на одну сім'ю — 68 532 долари (медіана — 59 946). Медіана доходів становила 53 500 доларів для чоловіків та 31 750 доларів для жінок. За межею бідності перебувало 22,4 % осіб, у тому числі 35,8 % дітей у віці до 18 років та 9,3 % осіб у віці 65 років та старших.
Цивільне працевлаштоване населення становило 571 осіб. Основні галузі зайнятості: освіта, охорона здоров'я та соціальна допомога — 24,2 %, мистецтво, розваги та відпочинок — 14,7 %, виробництво — 14,5 %.